# Abboudi
Abboudi es un cultivar de higuera de tipo higo común Ficus carica autofértil, bífera es decir con dos   cosechas por temporada las brevas de primavera-verano y los higos de verano-otoño, de higos con epidermis con color de fondo negro y sobre color violeta oscuro. Se localiza en Egipto y en Oriente Medio, también cultivado en jardines particulares y colecciones en Estados Unidos.

## Sinonimia
- „Ghorabi“,[5][6]
- „Ghozi“.

## Historia
Esta variedad de higuera es oriunda de Egipto.
Según la monografía de Condit : « Como Abboudi: (syn. Ghorabi, Ghozi). Descrito por Badie y Ghamrawi (1931) como una variedad egipcia, con dos cultivos que maduran quince días antes que otros tipos. »

## Características
La higuera 'Abboudi' es un árbol de tamaño grande, con un porte esparcido, muy vigoroso, muy fértil en la cosecha de higos. Es una variedad bífera de tipo higo común, de producción escasa de brevas y abundante de higos muy dulces.
Los higos son de tipo mediano de unos 30 gramos, de forma esferoidal achatada, costillas marcadas; pedúnculo corto de color verde; su epidermis delgada es de textura suave, con color de fondo negro y sobre color violeta oscuro. La carne (mesocarpio) de tamaño medio grosor irregular y de color blanco; ostiolo de tamaño mediano; cavidad interna pequeña con aquenios pequeños y numerosos; pulpa jugosa de color blanco amarillento.

## El cultivo de la higuera
Los higos 'Abboudi' son aptos para la siembra con protección en USDA Hardiness Zones 7 a más cálida, su USDA Hardiness Zones óptima es de la 8 a la 10. El fruto de este cultivar es de tamaño mediano, jugoso y muy dulce.
Se localiza en Egipto y en Oriente Medio, también cultivado en jardines particulares y colecciones en Estados Unidos.